# Parlamentswahl in Kasachstan 2023
Die Parlamentswahl in Kasachstan 2023 fand am 19. März 2023 statt. Gewählt wurde die 98 Sitze umfassende Mäschilis, das Unterhaus des kasachischen Parlaments. Die Regierungspartei Amanat konnte trotz Verlusten ihre absolute Mandatsmehrheit behaupten.

## Vorgeschichte

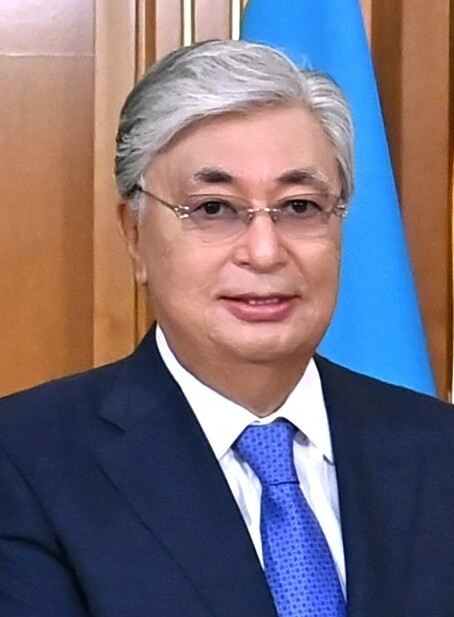
Präsident Toqajew im August 2022

Schon am 1. September 2022 hatte Präsident Qassym-Schomart Toqajew in einer Ansprache angekündigt, dass es im Jahr 2023 eine vorgezogene Neuwahl der Mäschilis geben werde. Am 19. Januar 2023 konkretisierte der Präsident seine Ankündigung und setzte den Termin für die Neuwahl auf den 19. März 2023 fest. Die vorangegangene Parlamentswahl fand im Jahr 2019 statt und die Legislaturperiode hätte eigentlich noch bis zum Jahr 2024 gedauert. Zur Begründung der vorgezogenen Wahl erklärte der Präsident, dass diese die logische Konsequenz der Verfassungsänderung sei, die durch das nationale Referendum vom 5. Juni 2022 implementiert worden war. Die Verfassungsänderung hatte den Wahlmodus für die Mäschilis in eine Mischung aus Verhältnis- und Mehrheitswahl geändert und die gesetzlichen Hürden, die für eine Neuregistrierung von politischen Parteien galten, erniedrigt. In den Monaten nach Inkrafttreten der Verfassungsänderung wurden dann auch zwei neue Parteien zugelassen, Respublica und Baytaq, so dass die Gesamtzahl der in Kasachstan registrierten Parteien (nur solche dürfen bei Wahlen kandidieren) von fünf auf sieben stieg. Beide neuen Parteien galten westlichen Wahlbeobachtern jedoch als relativ staatsnah. Außerdem war die geltende Sieben-Prozent-Sperrklausel bei Parlamentswahlen auf fünf Prozent gesenkt worden und eine 30-Prozent-Quote für Frauen, jüngere Kandidaten und Personen mit Behinderungen eingeführt worden. Auf den Stimmzetteln war eine Wahloption „Gegen alle“ eingeführt worden, mit der sich die Wähler gegen alle Kandidaten bzw. Parteien aussprechen konnten.
Insgesamt reihte sich die Wahl damit in das von Präsident Toqajew begonnenen politische Reformprogramm ein, mit dem nach offizieller Bekundung mehr politische Pluralität und eine vorsichtige Annäherung des Landes an westliche Demokratiestandards erreicht werden sollten.

## Wahlmodus und gesetzliche Bestimmungen
Seit dem Verfassungsreferendum 2022 besteht die Mäschilis aus 98 Abgeordneten, die alle vom Volk gewählt werden. Vor der Verfassungsänderung 2022 kamen zu den 98 gewählten Abgeordneten noch neun weitere hinzu, die von der Versammlung der Völker Kasachstans, einem Gremium, das der Vertretung der zahlreichen ethnischen und religiösen Minderheiten Kasachstans dienen sollte, bestimmt wurden. Diese neun indirekt gewählten Abgeordneten wurden durch die Verfassungsänderung 2022 abgeschafft. Zwei Drittel der Parlamentsabgeordneten (69) werden in einer landesweiten Listenwahl gewählt. Dabei gilt eine Fünf-Prozent-Sperrklausel (vor 2022 galt eine Sieben-Prozent-Sperrklausel). Die Stimme wird dabei an eine Partei vergeben, und die Parteien entscheiden selbstständig über die personelle Besetzung der gewonnenen Mandate. Sie sind dabei nicht an die Reihenfolge der Kandidaten auf der Wahlliste gebunden. Die gesetzlichen Bestimmungen schreiben vor, dass 30 Prozent der Listenkandidaten entweder Frauen sein sollen, oder/und unter 29 Jahre alt oder/und Personen mit Behinderungen. Ein Drittel (29 Abgeordnete) werden in Ein-Personen-Wahlkreisen in einfacher Mehrheitswahl gewählt. Die Abgrenzung der Wahlkreise fand im Dezember 2022 statt. Es bestanden erhebliche Unterschiede in der Zahl der Wähler pro Wahlkreis. Der kleinste Wahlkreis, das Gebiet Ulytau wies nach Angaben der Zentralen Wahlkommission vom Februar 2023 142.000 Wähler auf und der größte Wahlkreis, das Gebiet Aqtöbe 562.590 Wähler. Die Wahlkommission begründete die Abweichungen mit den historisch gewachsenen Verwaltungseinheiten.
Gewählte Abgeordnete, die ihre Partei verlassen oder aus dieser ausgeschlossen werden, verlieren ihr Mandat. Das Gleiche ist der Fall, falls die Partei, der sie angehören, aufgelöst wird.
Wahlberechtigt waren alle mindestens 18 Jahre alten Personen kasachischer Staatsangehörigkeit, ausgenommen Personen, denen durch eine Gerichtsentscheidung aufgrund einer geistigen oder psychosozialen Behinderung das Wahlrecht aberkannt worden war, und Personen, die eine Freiheitsstrafe verbüßten.

## Parteien
Für eine Kandidatur war ein Mindestalter von 25 Jahren und eine Mindest-Aufenthaltszeit in Kasachstan von 10 Jahren erforderlich. Im Vergleich zu vorangegangenen Wahlen war die Prozedur zur Registrierung von politischen Parteien vereinfacht worden. In der Praxis wurden neue politische Gruppierungen jedoch immer noch durch Behördenwillkür und Beschränkungen der Versammlungsfreiheit behindert.
Bis zur gesetzlich festgesetzten Frist am 18. Februar 2023 hatten alle sieben registrierten Parteien ihre Kandidatenlisten bei der Wahlkommission eingereicht. Insgesamt umfassten die Listen 281 Kandidaten, darunter 80 Frauen (29 Prozent). In den Wahlkreisen wurden initial 435 Kandidaten,
darunter 85 Frauen (20 Prozent) registriert. 359 Kandidaten waren parteilose Einzelkandidaten. Letztlich standen am Wahltag 370 Kandidaten in den Wahlkreisen zur Wahl. Nach Angaben der Wahlkommission gehörten die Kandidaten zehn verschiedenen Ethnien an. Für die Registrierung als Kandidat war eine Gebühr von 1.050.000 Tenge (etwa 2.165 €) zu entrichten, was etwa dem dreifachen durchschnittlichen kasachischen monatlichen Pro-Kopf-Einkommen entsprach.

Spitzenpolitiker
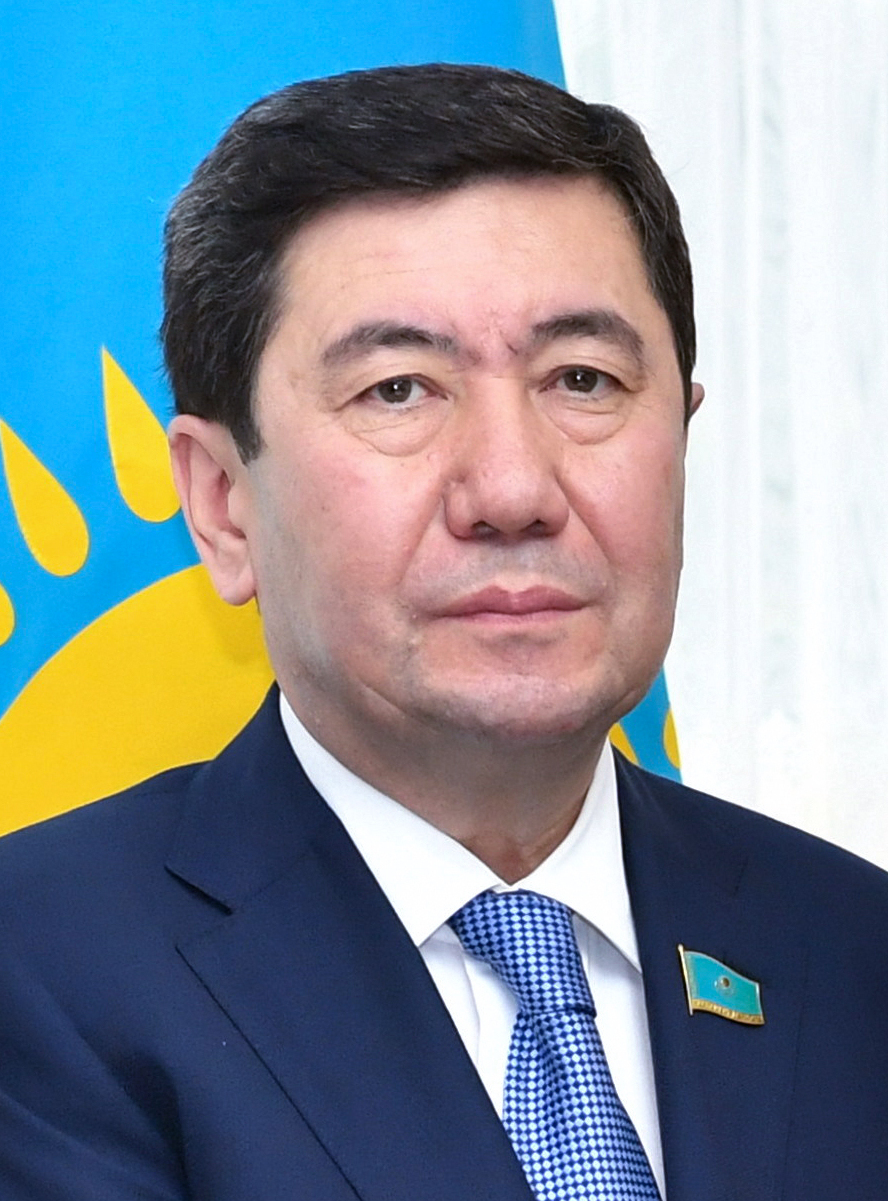
Jerlan Qoschanow (Amanat)
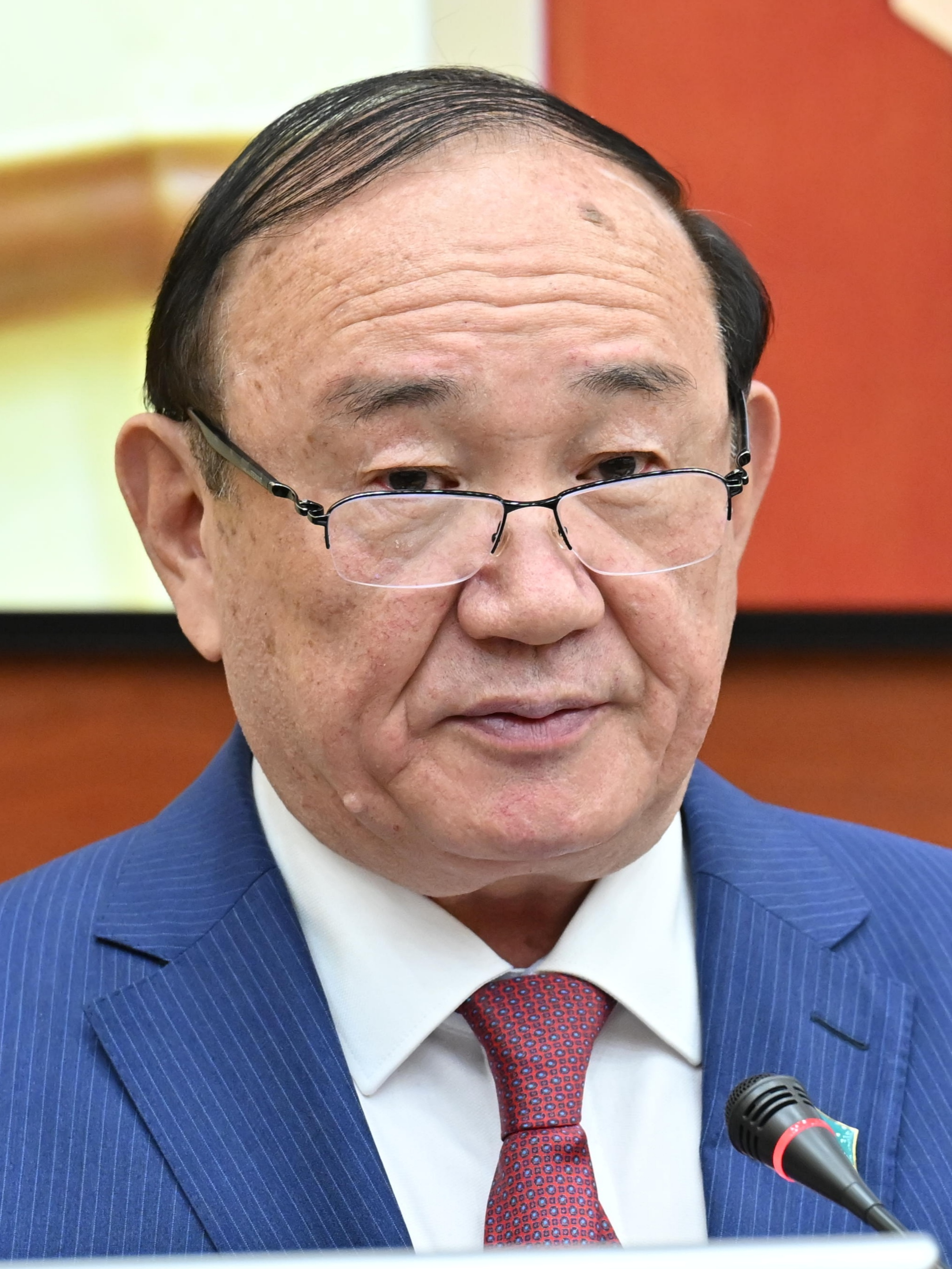
Äli Bektajew (Auyl)
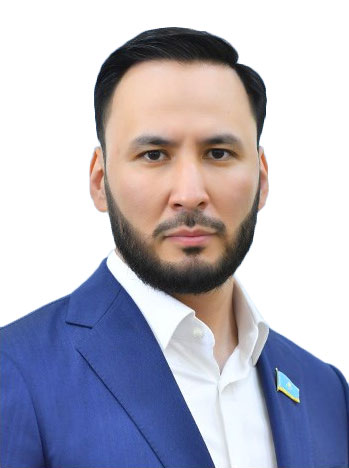
Aidarbek Qojanazarow (Respublica)
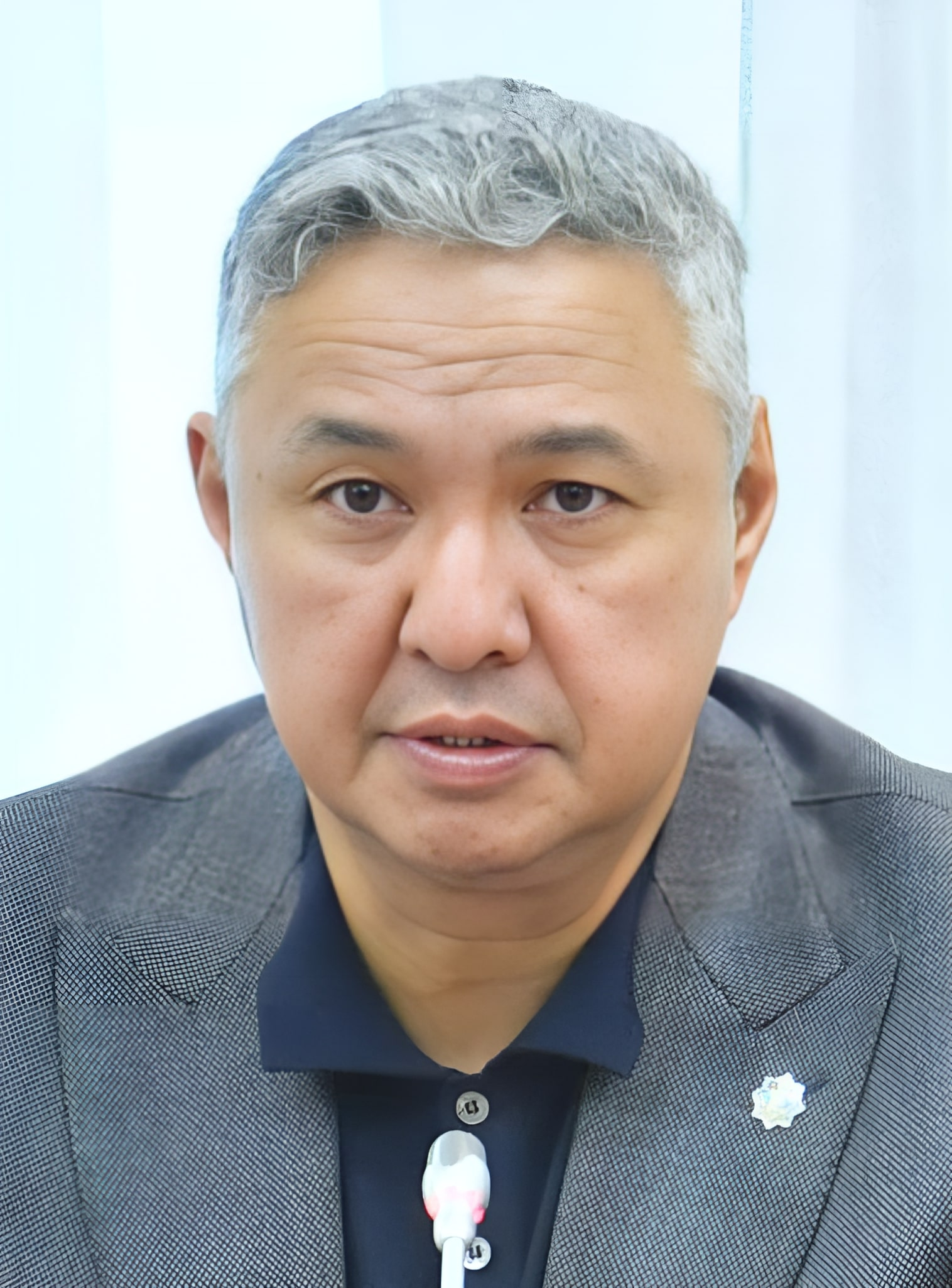
Asat Peruaschew (Aq Jol)
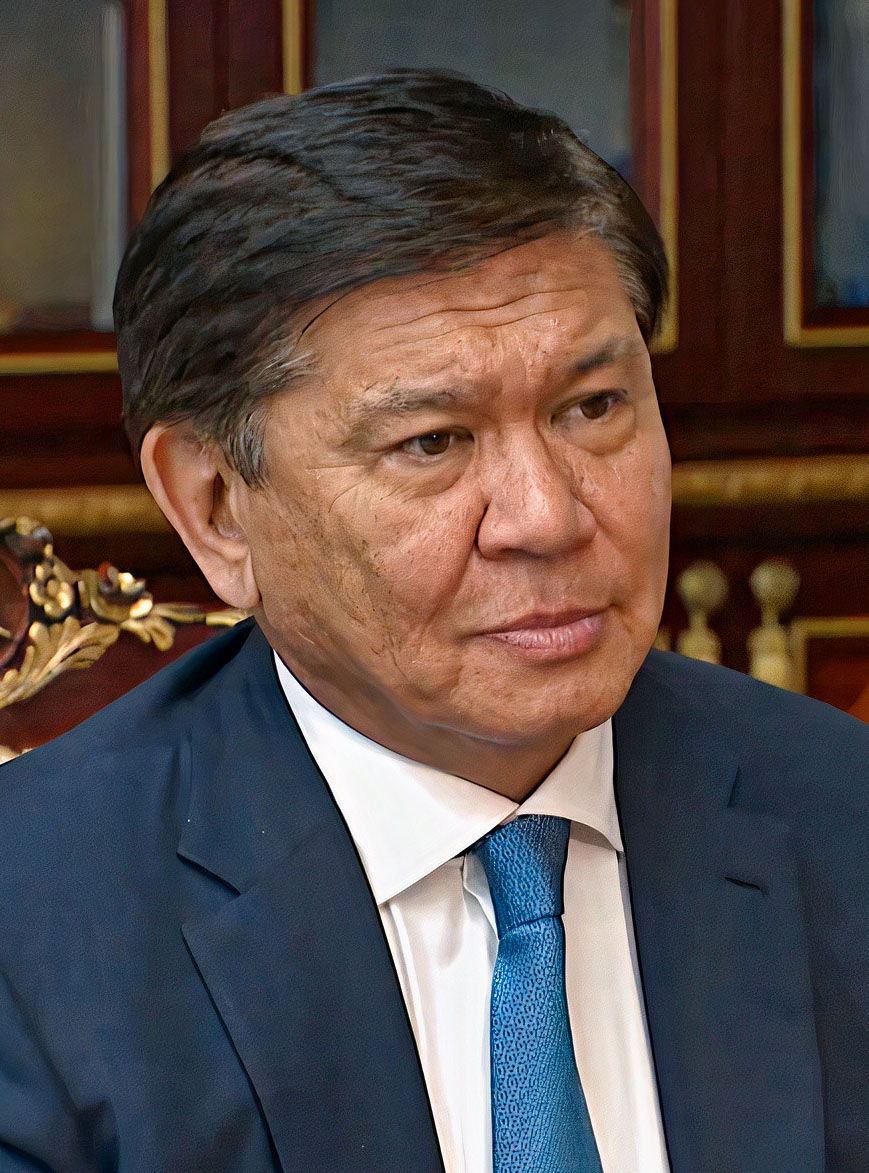
Ermūhamet Ertısbajew (Volkspartei)
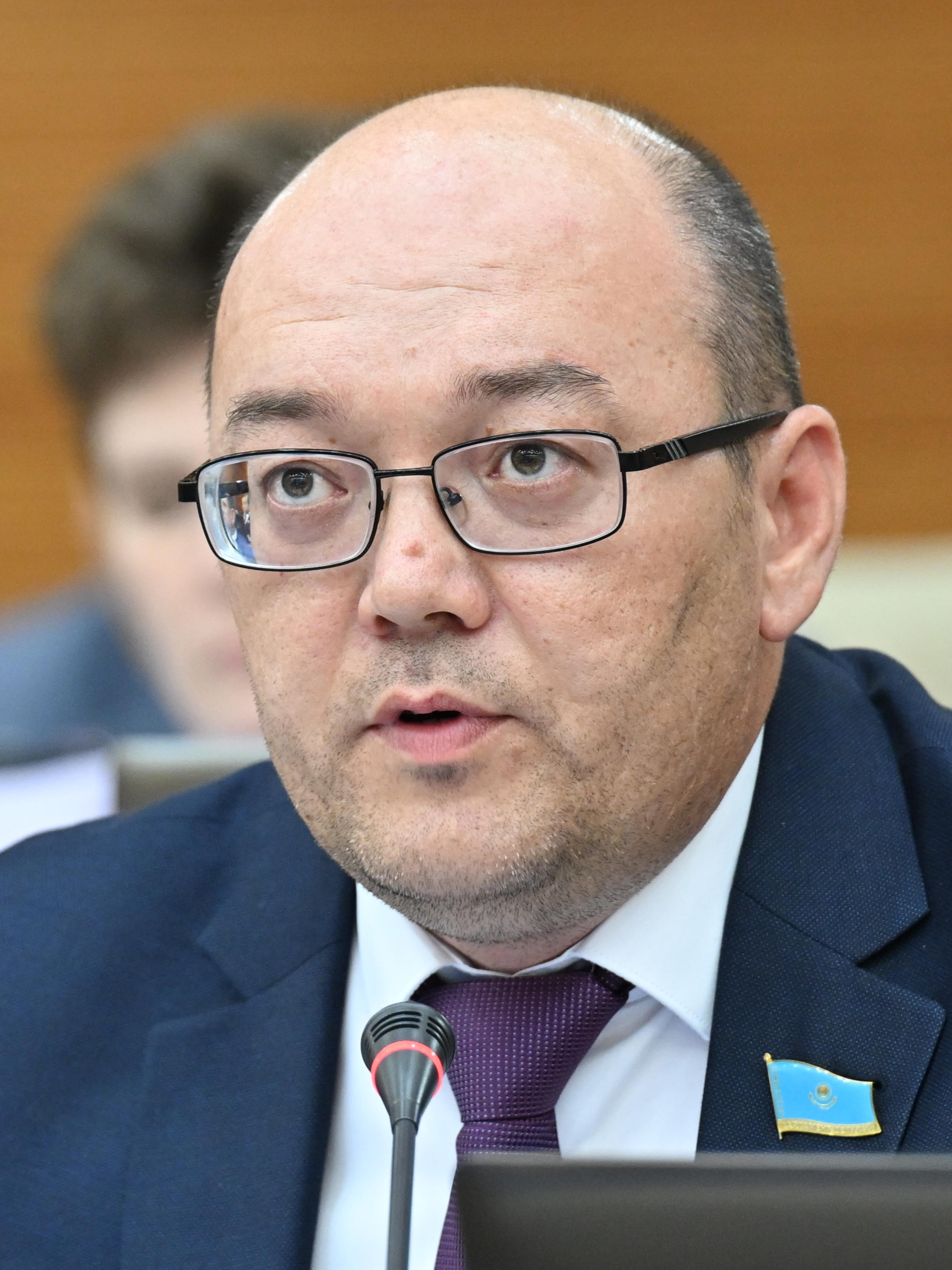
Ashat Raqymjanow (NSDP)

## Wahlkampf

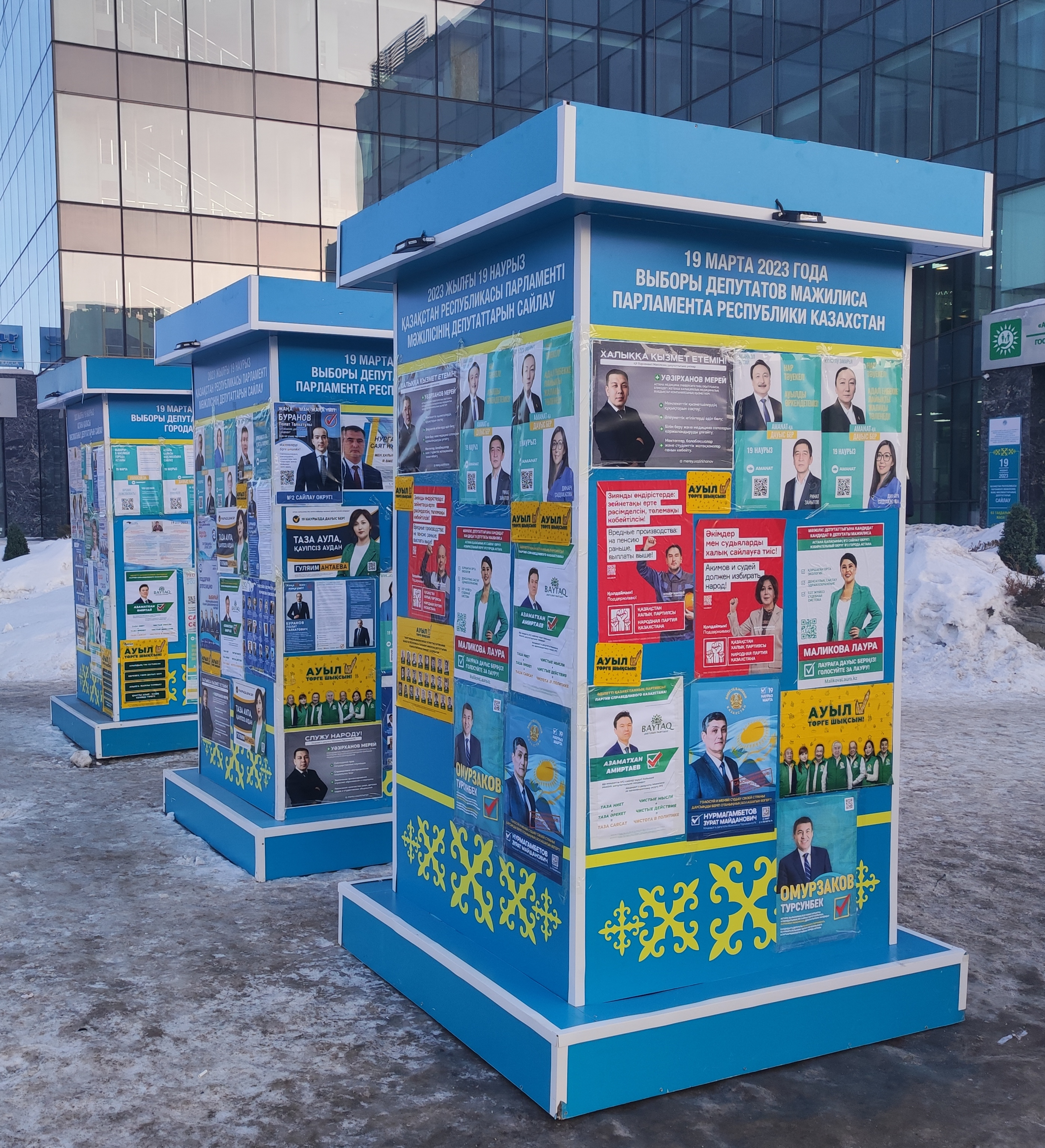
Wahlkampfplakate in Astana

Die offizielle Wahlkampagne dauerte vom 18. Februar bis zum 17. März 2023. Der Wahlkampf und die Wahl wurde durch internationale Beobachter begleitet. Offiziell waren 131 Beobachter aus 41 Staaten und 662 Beobachter von 12 internationalen Organisationen, darunter der OSZE anwesend. Außerdem waren 211 inländische Organisationen als Wahlbeobachter akkreditiert. Diese registrierten eine zwar insgesamt aktive Wahlkampagne, die jedoch in einigen Regionen und ländlichen Gebieten nur wenig wahrnehmbar war. Bei der Parteilistenwahl fand der Wahlkampf zwar in allen Landesteilen statt, war aber wenig kompetitiv und hatte einen gezähmten Charakter. Die politischen Parteien unterstützen im Großen und Ganzen alle den politischen Kurs und das Reformprogramm von Präsident Toqajew. Die Kampagnen der Wahlkreiskandidaten erschienen dagegen dynamischer und zeigten offenere Auseinandersetzungen. Einige Kandidaten kritisierten auch offen das politische System, den Präsidenten und die Regierungspartei. Am lebhaftesten lief der Wahlkampf in den sozialen Medien ab, was zum Teil auch daran lag, dass einige der parteilosen Kandidaten bereits zuvor aktive Blogger und/oder Journalisten gewesen waren, und weil sich einige der parteilosen Kandidaten aufgrund geringen finanziellen Spielraums auf eine überwiegende Online-Kampagne konzentrierten. Der Wahlkampf fand überwiegend in Form von Besuchen am Arbeitsplatz, kleineren Veranstaltungen in Innenräumen, sowie über Plakate und Wahlwerbespots in kasachischer und russischer Sprache im Fernsehen statt. Einige größere Innenraum-Aktivitäten, wie Konzerte, wurden durch Amanat und Respublica abgehalten.

## Ergebnisse
Von den 12.035.578 registrierten Wählern beteiligten sich 6.366.441. Die Wahlbeteiligung war mit 54,21 % deutlich niedriger als bei vorangegangenen Wahlen.
Sechs der sieben kandidierenden Parteien konnten die Fünf-Prozent-Schwelle überwinden und waren damit im künftigen Parlament vertreten. Lediglich die im Vorjahr gegründete Baytaq verfehlte den Fünf-Prozent-Schwellenwert deutlich. Stärkste Partei wurde mit 53,9 Prozent der Listenstimmen die Regierungspartei Amanat. Im Vergleich zur vorangegangenen Wahl 2021 entsprach dies einem deutlichen Stimmenverlust von mehr als 17 Prozent. Da die Kandidaten von Amanat jedoch auch 22 der 29 Wahlkreise gewinnen konnten, kam die Partei weiterhin auf eine solide Mandatsmehrheit von 62 der 98 Abgeordnetenmandate (63,3 %). Zweitstärkste Partei wurde Auyl, die acht Mandate (8,2 %) erhielt. Die anderen vier im Parlament vertretenen Parteien erhielten zusammen 21 Mandate und weitere sieben Sitze gingen an parteilose Einzelbewerber. 3,9 Prozent der Wähler kreuzten bei der Listenwahl die Option „Gegen alle“ an.

### Gesamtergebnis

Stimmenanteile für Amanat in den Gebieten und Städten Kasachstans

Zusammensetzung der neu gewählten Mäschilis

| Partei                                          | Partei                                          | Listenmandate | Listenmandate | Listenmandate | Direktmandate | Direktmandate | Direktmandate | Gesamtmandate | Gesamtmandate | Gesamtmandate |
| Partei                                          | Partei                                          | Stimmen       | in %          | Mandate       | Stimmen       | in %          | Mandate       | Mandate       | +/−           | in %          |
| ----------------------------------------------- | ----------------------------------------------- | ------------- | ------------- | ------------- | ------------- | ------------- | ------------- | ------------- | ------------- | ------------- |
|                                                 | Amanat                                          | 03.431.510    | 053,90        | 40            | 02.886.468    | 045,67        | 22            | 62            | ▼14           | 063,27        |
|                                                 | Demokratisch Patriotische Volkspartei Auyl      | 00.693.938    | 010,90        | 08            | 000.79.045    | 01,25         | –             | 08            | ▲08           | 08,16         |
|                                                 | Respublica                                      | 00.547.154    | 08,59         | 06            | 0000.9.497    | 00,15         | –             | 06            | ▲06           | 06,12         |
|                                                 | Demokratische Partei Kasachstans Aq Jol         | 00.535.139    | 08,41         | 06            | 00.121.069    | 01,92         | –             | 06            | ▼06           | 06,12         |
|                                                 | Volkspartei Kasachstans (QHP)                   | 00.432.920    | 06,80         | 05            | 000.87.803    | 01,39         | –             | 05            | ▼05           | 05,10         |
|                                                 | Nationale Sozialdemokratische Partei Asat       | 00.331.058    | 05,20         | 04            | 000.31.702    | 00,50         | –             | 04            | ▲04           | 04,08         |
|                                                 | Baytaq                                          | 00.146.431    | 02,30         | –             | 000.17.166    | 00,27         | –             | –             | –             | –             |
|                                                 | Sonstige                                        | –             | –             | –             | 000.18.154    | 00,29         | –             | –             | –             | –             |
|                                                 | Parteilose Einzelkandidaten                     | –             | –             | –             | 02.820.810    | 044,63        | 07            | 07            | ▲07           | 07,14         |
|                                                 | „Gegen alle“                                    | 00.248.291    | 03,90         | –             | 00.248.283    | 03,93         | –             | –             | –             | –             |
| Gesamt                                          | Gesamt                                          | 06.366.441    | 100,00        | 69            | 06.319.997    | 100,00        | 29            | 98            | ▬             | 100,00        |
|                                                 |                                                 |               |               |               |               |               |               |               |               |               |
| Gültige Stimmen                                 | Gültige Stimmen                                 | 06.366.441    | 097,58        |               | 06.319.997    | 099,06        |               |               |               |               |
| Ungültige Stimmen                               | Ungültige Stimmen                               | 00.158.046    | 002,42        | 000.60.227    | 000,94        |               |               |               |               |               |
| Abgegebene Stimmen                              | Abgegebene Stimmen                              | 06.524.487    | 100,00        | 06.380.224    | 100,00        |               |               |               |               |               |
| Anzahl der Wahlberechtigten und Wahlbeteiligung | Anzahl der Wahlberechtigten und Wahlbeteiligung | 12.035.578    | 054,21        | 12.023.562    | 053,06        |               |               |               |               |               |

### Wahlkreisergebnisse
| Nominierende Organisation  | Nominierte Kandidaten | Zugelassene Kandidaten | Gewonnene Mandate |
| -------------------------- | --------------------- | ---------------------- | ----------------- |
| Aq Jol                     | 024                   | 09                     | –                 |
| Amanat                     | 029                   | 027                    | 22                |
| Auyl                       | 09                    | 07                     | –                 |
| Asat                       | 06                    | 06                     | –                 |
| Baytaq                     | 04                    | 02                     | –                 |
| QHP                        | 015                   | 013                    | –                 |
| Respublica                 | 04                    | 02                     | –                 |
| Öffentliche Organisationen | 04                    | 04                     | –                 |
| Einzelkandidaten           | 525                   | 300                    | 07                |
| Gesamt                     | 620                   | 370                    | 29                |

## Die Wahl im Urteil von Wahlbeobachtern und öffentliche Reaktionen
Wahlbeobachter lobten zum einen den friedlichen, gewaltfreien und relativ geordneten Ablauf der Wahl. Die Bestrebungen, mehr Parteienvielfalt als bei vorangegangenen Wahlen zuzulassen, wurden ebenfalls als grundsätzlich positiv bewertet. Es gab jedoch auch eine Vielzahl von Kritikpunkten. Der Mangel an echten politischen Alternativen wurde kritisiert, da alle zugelassenen politischen Parteien mehr oder weniger die Politik Präsident Toqajews befürworteten. Die immer noch relativ restriktiven Bestimmungen für öffentliche politische Veranstaltungen und öffentliche Meinungsäußerungen wurden ebenso bemängelt, wie die relativ unkritische und regierungsnahe Berichterstattung in den staatlich kontrollierten Medien. Die zum Teil mangelnde Transparenz am Wahltag und bei der Stimmenauszählung wurde ebenfalls kritisiert. Hier waren den Wahlbeobachtern vielfache Unregelmäßigkeiten aufgefallen. Die Vorschriften zur Wahldurchführung wurden in einem signifikanten Anteil der beobachteten Wahllokale nicht streng eingehalten, und teilweise war den akkreditierten Wahlbeobachtern der adäquate Zugang verwehrt worden. Es wurde berichtet, dass vereinzelt Wahlurnen mit Stimmzetteln aufgefüllt worden waren.
Keine der zugelassenen Parteien kritisierte das Wahlergebnis, aber einige der unterlegenen parteilosen Kandidaten forderten eine Wiederholung der Wahl oder eine Stimmenneuauszählung in ihren Wahlkreisen und wollten Protestveranstaltungen abhalten, die größtenteils durch die Behörden nicht genehmigt wurden.
Westliche Analysten charakterisierten die Wahl als „Einparteienherrschaft mit pluralistischer Fassade“. Als größte Verbesserung wurde die im Vergleich zu früher deutlich verstärkte zivilgesellschaftliche Beteiligung und das größere kritische Bewusstsein der Menschen gesehen. Die Tatsache, dass vereinzelt auch unabhängige Kandidaten nicht nur zur Wahl antreten durften, sondern zum Teil auch ein Mandat erlangten, wurde als Hoffnungsschimmer für die Zukunft gesehen.